# ورینفری
ورینفری (به فرانسوی: Varinfroy) یک کامین در فرانسه است که در Canton of Betz واقع شده‌است.

## خصوصیات
ورینفری ۲٫۹۵ کیلومترمربع مساحت و ۲۵۲ نفر جمعیت دارد و ۷۴ متر بالاتر از سطح دریا واقع شده‌است.